# Американизација
Американизација представља утицај САД на масовну културу, пословни модел, језик и политику других земаља. Појам је настао у 1907. године и првобитно се примењује на раст популарности америчког начина живота у Канади. У самим САД појам се односи на процес асимилације имиграната.

## Амерички бизнис и брендови
7 од 10 најпопуларнијих светских брендова су из САД (2006. године). Неки од њих као симболи америчке културе, често постају симбол Американизације, као што су Кока-кола. Такође, често са Американизацијом се повезују и култура брзе хране и, посебно, мрежа установа мекдоналдс, као и водеће компаније у области ИТ-технологија — Мајкрософт, Епл Инц. и IBM.

## Медији и популарна култура

### Кино и телевизија
Холивуд и амерички филмовии ТВ-индустрија — главни су извори, од којих људи који живе ван САД, уче о америчкој култури и обичајима. Према истраживању, проводимому Радио Тајмс 2000-их — "Симпсонови", "Очајне домаћице" и "Остати жив" су водећи по популарности  у више од 20 земаља света. Амерички филмови су такође популарни широм света, 20 филмова са највећом зарадом у историји снимљени су у САД, укључујући и "Аватар" и "Прохујало са Вихором".

### Музика
Америчка музика је широко популарна изван САД. Уметници као што су Елвис Присли и Мајкл Џексон популарни су у целом свету, и њихова дела, се и после њихове смрти продају огромним тиражима.. Албум Мајкла Џексона — Thriller продат у више од 100 милиона носилаца звука је најпродаванији албум у историји. Поред тога, жанрови америчке музике уопште имају огромну популарност, па чак и формирају сопствене регионалне сцене, као на пример руски рок и јапански рок.

### Имиџ и омладинске трендови
Широки утицај америчке омладинске традиције, укључујући и стил одеће или омладинске супкултутуре. На пример, у Јапану помама за хип-хопом је довело до појаве супкултуре гару.

## Американизација азијских речи
Већина извора посвећених егзотичним земљама типа Јапана или Кине, — су дизајнирали англо-Американци, а оригинални материјали су тешко доступни због слабог знања њихових језика. Због тога, се јапанске и кинеске речи често прихватају са енглеским изговором . На тај начин су у српски језик ушли такви термини као што је гејша, кунг фу, фенгшуи ...